# 서파하리어
서파하리어는 북인도아리아어군의 하위 언어이다.

## 분류
- 가디어
- 도그리어 (도그라어)
- 마하수 파하리어
- 만디어 (만데알리어)
- 바드라와히어
- 바티얄리어
- 빌라스푸르어
- 시마우리어 (심라어)
- 자운사르어
- 참바어 (참베알리어)
- 추라흐어
- 캉그리어 (캉그라어)
- 쿨루 파하리어
- 파하리포트와리어
- 팡그왈리어 (팡기어)
- 하리잔킨나우리어
- 힌두리어